# Sergio Aguza
Sergio Aguza Santiago (ur. 2 września 1992 w Sant Boi de Llobregat) – hiszpański piłkarz występujący na pozycji pomocnika w klubie Real Murcia.